# Chasmatopterus zonatus
Chasmatopterus zonatus es un coleóptero de la subfamilia Melolonthinae.
Es endémico de Ceuta y alrededores.
Mide unos 7-8 mm.